# Isabel Albers
Isabel Albers (Tielt, 22 november 1971) is een Belgisch journaliste en redactrice.

## Levensloop
Albers studeerde Germaanse filologie aan de Katholieke Universiteit Leuven, later volgde ze bedrijfseconomie aan de Economische Hogeschool Sint-Aloysius (EHSAL) te Brussel. Ze begon haar carrière als bedrijfsjournaliste bij Roularta.
In 1997 ging ze aan de slag bij De Standaard op de redactie 'economie en financiën', later bij de Wetstraat-redactie. In 2011 werd ze chef van deze redactie. In augustus 2011 volgde ze Pierre Huylenbroeck op als hoofdredacteur van De Tijd. In 2016 verliet ze De Tijd om algemeen hoofdredacteur te worden van Het Laatste Nieuws, daar vormde ze de hoofdredactie met hoofdredacteurs Wim Verhoeven en Dimitri Antonissen.
Kort daarop werd ze aangesteld als journalistiek directeur 'nieuwsmedia' bij De Persgroep voor Het Laatste Nieuws, De Morgen, Humo en Topics. In februari 2017 werd ze aangesteld als redactiedirecteur van Mediafin (uitgever van o.a. De Tijd en L'Echo) in opvolging van Frederik Delaplace. Sinds 1 juni 2020 is ze algemeen hoofdredacteur van De Tijd en L'Echo.